# Кузьмич Тарас Олександрович
Тарас Олександрович Кузьмич (нар. 15 березня 1981, м. Рівне) — український дипломат. Голова правління ПрАТ "НАК "Надра України" (з 11 грудня 2019 року).

## Життєпис
Народився 15 березня 1981 року. Має вищу освіту за спеціальністю юрист-міжнародник, тривалий час працював на різних керівних посадах, в іноземних дипломатичних представництвах та на управлінських державних посадах.
Головний консультант Головної служби зовнішньої політики Секретаріату Президента України, член делегації України на XI сесію Конференції держав-учасниць Конвенції про заборону розробки, виробництва, накопичення і застосування хімічної зброї та про її знищення.
Директор Департаменту міжнародного співробітництва Міністерства аграрної політики та продовольства України
Радник Міністра енергетики та вугільної промисловості України з міжнародних питань та європейської інтеграції
З 24 січня 2017 по 02 грудня 2018 рр. — начальник Департаменту зовнішніх комунікацій ПАТ «Центренерго», м. Київ
02 грудня 2018 року — призначений Надзвичайним і Повноважним Послом України в Південно-Африканській Республіці.
15 травня 2019 року — Тарас Кузьмич вручив вірчі грамоти Президенту Південно-Африканської Республіки Сирілу Рамафосі.
19 липня 2019 року звільнений з посади Надзвичайним і Повноважним Послом України в Південно-Африканській Республіці
11 грудня 2019 року — призначений головою правління ПАТ "НАК «Надра України».